# BCE
BCE staat bij jaaraanduidingen voor het Engelse Before (the) Common Era. De Nederlandse vertaling ervoor is 'voor de gangbare jaartelling'. Het Engelse BCE kan als neutraal alternatief voor BC, Before Christ, 'voor Christus' worden gebruikt en voor jaaraanduidingen na Christus kan CE in plaats van AD voor Anno Domini worden gebruikt. Dat is hetzelfde verschil als het in het Nederlands de gangbare jaartelling te noemen in plaats van christelijke jaartelling.